# Boletoscapter cornutus
Boletoscapter cornutus är en skalbaggsart som beskrevs av Macleay 1887. Boletoscapter cornutus ingår i släktet Boletoscapter och familjen bladhorningar. Inga underarter finns listade.